# Dorstenia contensis
Dorstenia contensis är en mullbärsväxtart som beskrevs av J.P.P. Carauta och C.C. Berg. Dorstenia contensis ingår i släktet Dorstenia och familjen mullbärsväxter. Inga underarter finns listade i Catalogue of Life.